# 菱村彦十郎
菱村 彦十郎（ひしむら ひこじゅうろう、1892年（明治25年）4月1日 - 1952年（昭和27年）12月29日）は、大正から昭和時代前期の台湾総督府官僚。台南市尹。

## 経歴
長崎県北松浦郡に生まれる。1906年（明治39年）6月、財務局給仕を拝命し、1911年（明治44年）文官普通試験に合格する。財務局会計課勤務、台北州知事官房税務課、内務局土木課土木事務官を経て、1931年（昭和6年）5月、台南市尹に就任した。1935年（昭和10年）8月、官を辞し、同年11月、台北市会議員に当選した。

## 家族
妻のもと子(西尾鹿三娘)は1928年1月15日午前11時50分頃(午後12時10分とも)銀座の松坂屋の8階屋上庭園の柵を乗り越え、隣接するトタン屋根の上に落下し、即死した。同店の者は手を加えたが全く即死してたという。彼女は去年11月(10月11日とも)に實父が死亡してから、神経衰弱にかかり、しばしば行方不明になったという。彼女は自殺の決意が見られたので、家人も監視していたのだが、隙を見て、当日の午前10時頃に行方不明になったという。彦十郎との間には長女京子、長男進、次女信子がいた。